# Dipsacus laciniatus
Dipsacus laciniatus là một loài thực vật có hoa Họ Tục đoạn. Nó có nguồn gốc châu Âu và châu Á. Nó hiện diện ở Bắc Mỹ như là một cỏ dại xâm lấn. Loài này là loại cây thân thảo lâu năm có thể phát triển lên chiều cao đến 2 đến 3 mét. Thân phân nhánh thẳng là rỗng và có gai. 
Loài bét Leipothrix dipsacivagus đang được xem xét để chọn làm tác nhân sinh học khả dĩ chống lại loài cỏ này.

## Hình ảnh

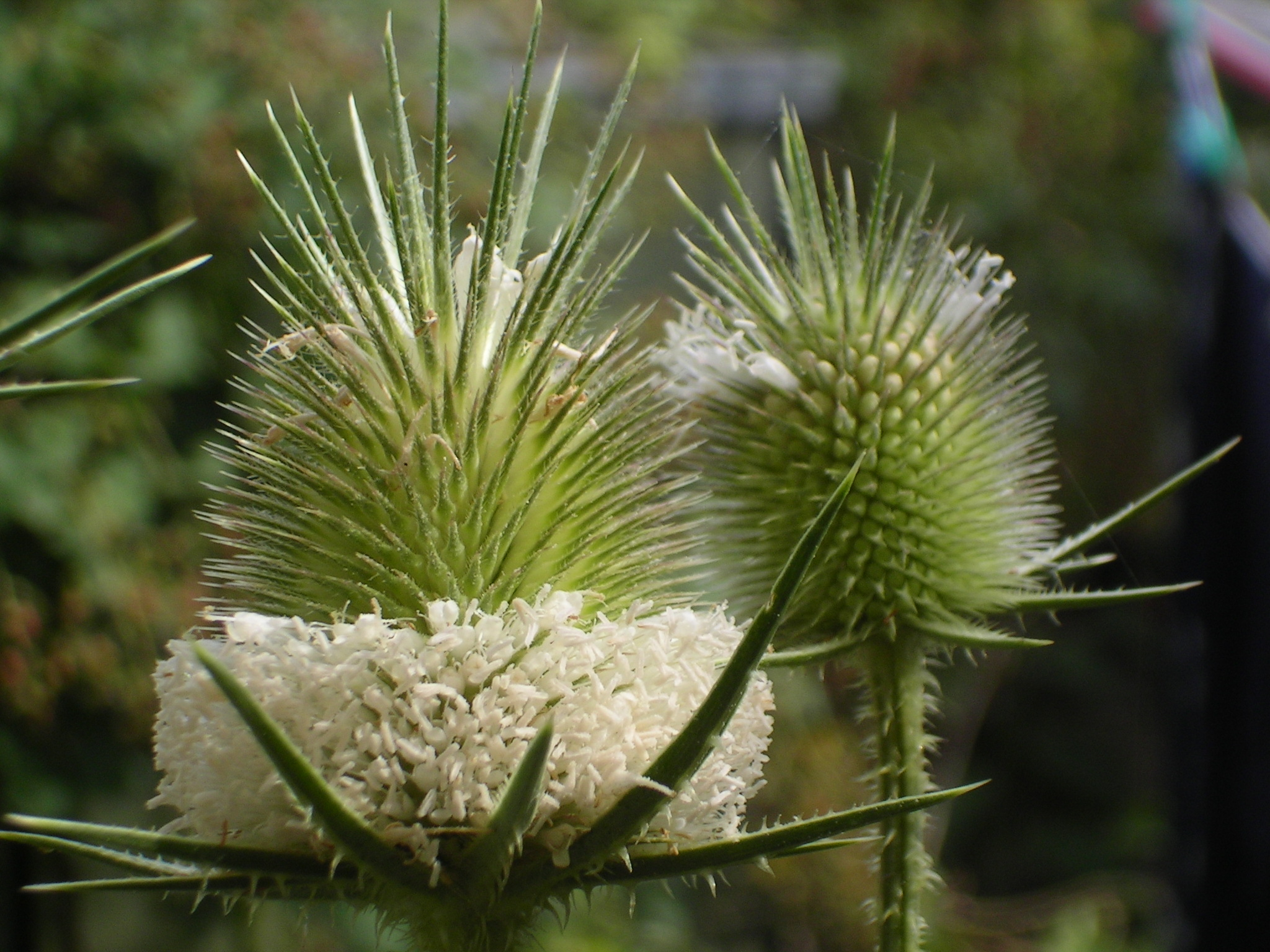
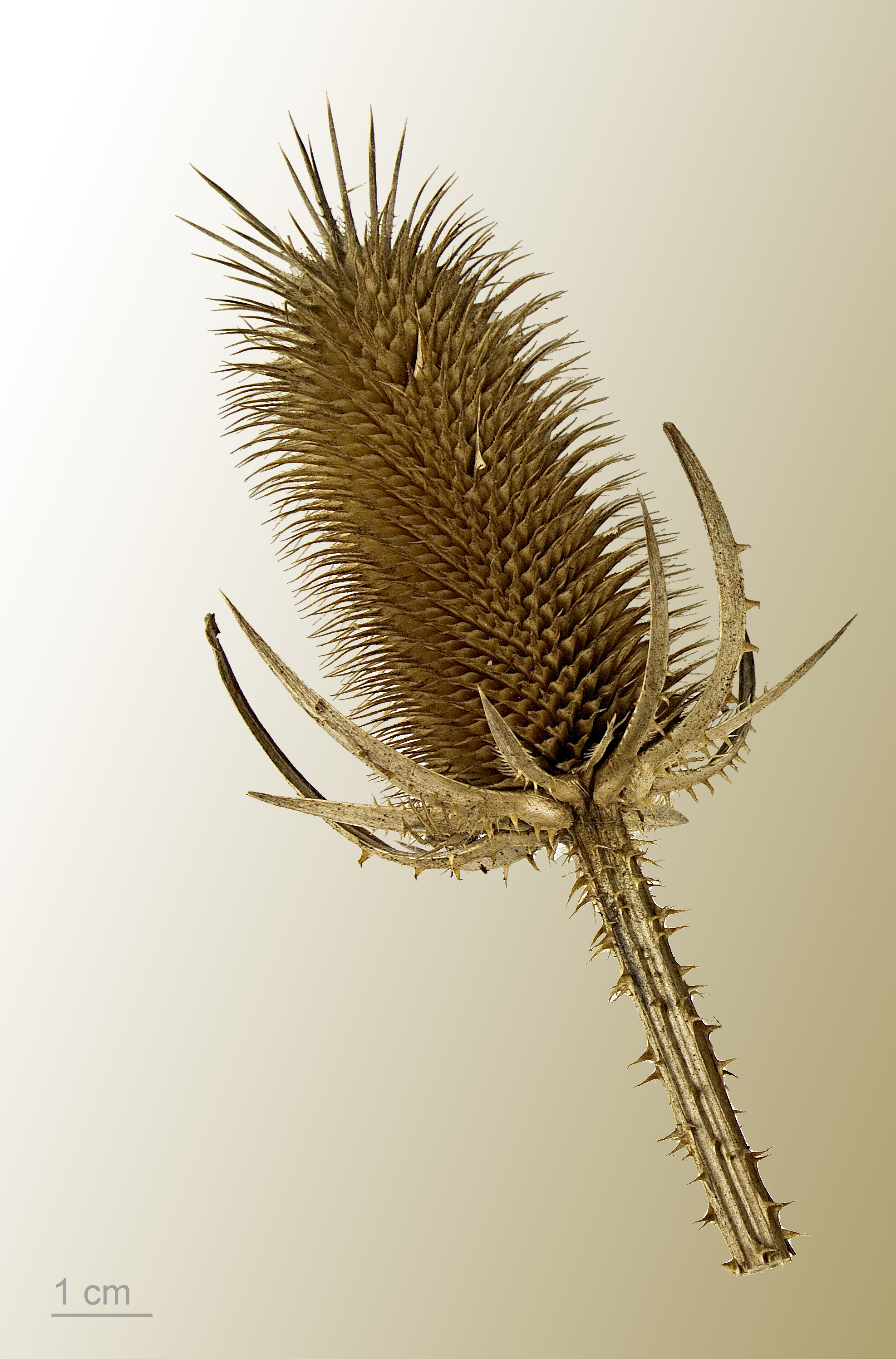
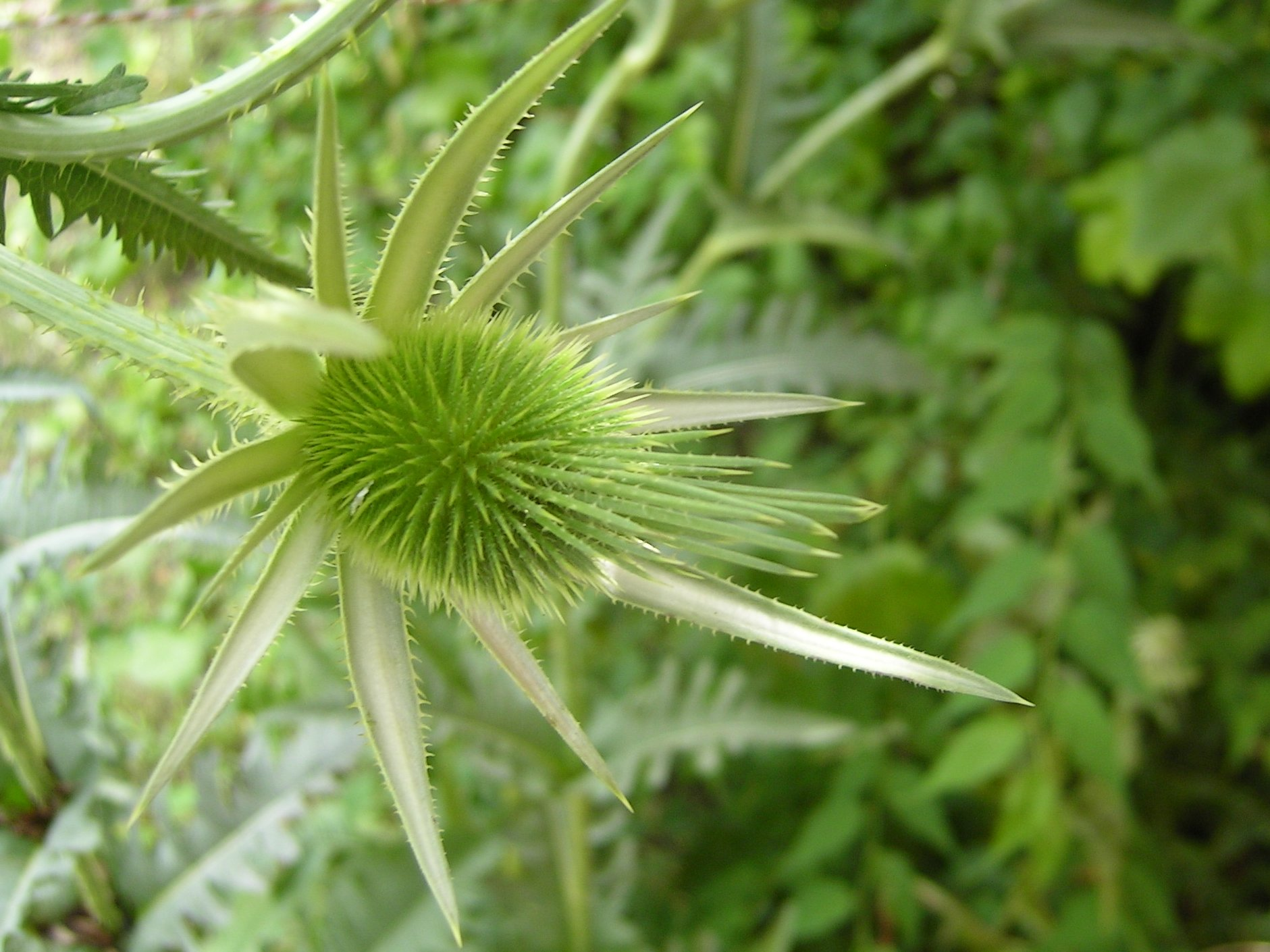
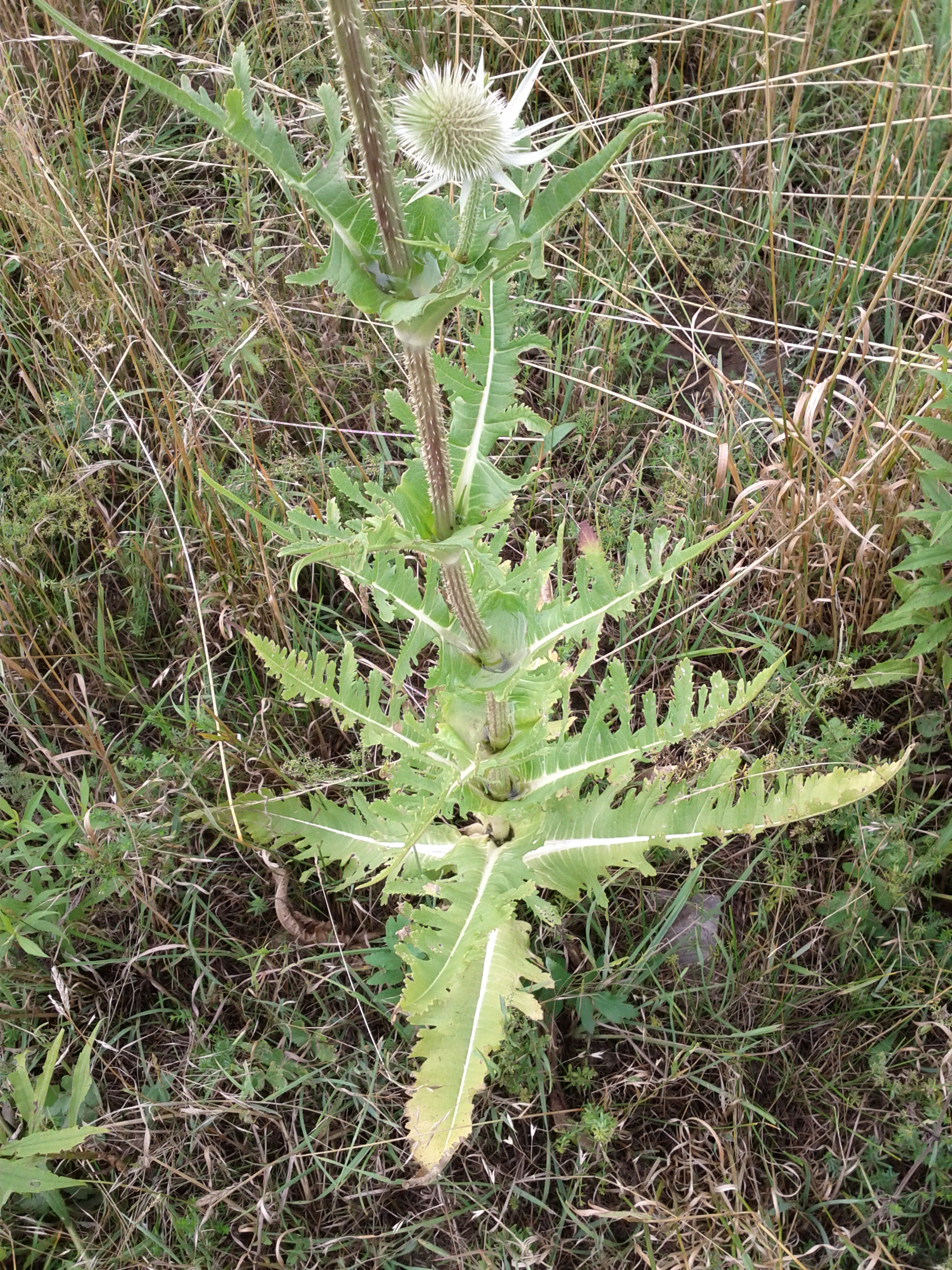